# Litauische Eishockeyliga 2002/03
Die Saison 2002/03 war die zwölfte Spielzeit der litauischen Eishockeyliga, der höchsten litauischen Eishockeyspielklasse. Meister wurde zum insgesamt zehnten Mal in der Vereinsgeschichte der SC Energija.

## Modus
Die Liga wurde in der Hauptrunde in drei Gruppen eingeteilt. Die beiden Erstplatzierten der Gruppe A qualifizierten sich für das Meisterschaftsfinale. Für einen Sieg nach regulärer Spielzeit erhielt jede Mannschaft drei Punkte, für einen Sieg nach Overtime zwei Punkte, bei einem Unentschieden und einer Niederlage nach Overtime gab es ein Punkt und bei einer Niederlage nach regulärer Spielzeit null Punkte.

## Hauptrunde

### Gruppe A
|    | Klub                   | Sp | S  | OTS | U | OTN | N  | Tore   | Punkte |
| -- | ---------------------- | -- | -- | --- | - | --- | -- | ------ | ------ |
| 1. | SC Energija            | 12 | 12 | 0   | 0 | 0   | 0  | 166:30 | 36     |
| 2. | Garsu Pasaulis Vilnius | 12 | 5  | 0   | 0 | 0   | 7  | 83:102 | 15     |
| 3. | Jauniai Elektrenai     | 12 | 1  | 0   | 0 | 0   | 11 | 40:157 | 3      |

Sp = Spiele, S = Siege, U = unentschieden, N = Niederlagen, OTS = Overtime-Siege, OTN = Overtime-Niederlage, SOS = Penalty-Siege, SON = Penalty-Niederlage

### Gruppe B
|    | Klub                       | Sp | S | OTS | U | OTN | N  | Tore   | Punkte |
| -- | -------------------------- | -- | - | --- | - | --- | -- | ------ | ------ |
| 1. | Garsu Pasaulis Vilnius II  | 12 | 8 | 1   | 0 | 0   | 3  | 104:44 | 26     |
| 2. | Ledo Arena Kaunas          | 12 | 7 | 1   | 0 | 1   | 3  | 65:58  | 24     |
| 3. | Ledowaja Arena Kaliningrad | 12 | 6 | 0   | 0 | 1   | 5  | 78:75  | 19     |
| 4. | SC Energija 88             | 12 | 1 | 0   | 0 | 0   | 11 | 44:114 | 3      |

Sp = Spiele, S = Siege, U = unentschieden, N = Niederlagen, OTS = Overtime-Siege, OTN = Overtime-Niederlage, SOS = Penalty-Siege, SON = Penalty-Niederlage

### Gruppe C
|    | Klub                | Sp | S  | OTS | U | OTN | N  | Tore   | Punkte |
| -- | ------------------- | -- | -- | --- | - | --- | -- | ------ | ------ |
| 1. | Telmarkus Vilnius   | 16 | 11 | 0   | 1 | 0   | 4  | 122:70 | 34     |
| 2. | SC Energija 90      | 16 | 10 | 0   | 1 | 0   | 5  | 94:84  | 31     |
| 3. | VP Market Vilnius   | 16 | 6  | 0   | 3 | 0   | 7  | 72:62  | 21     |
| 4. | Lokiai Vilnius      | 15 | 6  | 0   | 1 | 0   | 8  | 61:59  | 19     |
| 5. | Viesulas-86 Vilnius | 15 | 3  | 0   | 0 | 0   | 12 | 33:107 | 9      |

Sp = Spiele, S = Siege, U = unentschieden, N = Niederlagen, OTS = Overtime-Siege, OTN = Overtime-Niederlage, SOS = Penalty-Siege, SON = Penalty-Niederlage

## Finale
- SC Energija – Garsu Pasaulis Vilnius 10:2/11:2